# 宁波十大名菜
宁波十大名菜，是冰糖甲鱼、虎皮全鸭、清蒸河鳗、苔菜拖黄鱼、全虾仁、彩熘黄鱼、苔菜小方烤、網油包鵝乾、黄鱼鱼肚、火瞳全鸡。宁波菜以“鲜咸合一"，蒸、烤、炖制海味见长。